# Órbita geoestacionaria

Simulación de una órbita geoestacionaria.

Vista de dos órbitas geostacionarias

Vista lateral de dos órbitas geostacionarias.

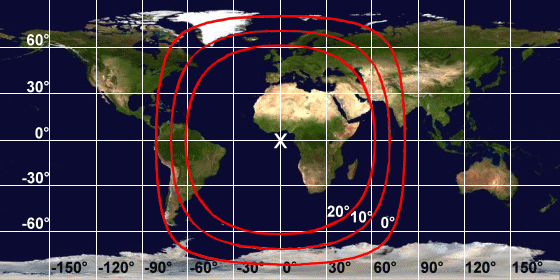
Área cubierta por un satélite geoestacionario.

Órbita geosíncrona no geoestacionaria. Semieje mayor = 42165 km. Excentricidad = 0º(circular). Inclinación = 45º

Una órbita geoestacionaria o GEO (del inglés geosynchronous equatorial orbit), es un tipo particular de órbita geosincrónica u órbita geosíncrona: es una órbita en el plano ecuatorial terrestre, con una excentricidad nula (órbita circular) y un movimiento de Oeste a Este. Es una órbita circular a 35 786 kilómetros de distancia de la superficie de la Tierra (a 42 164 km del centro de la Tierra), sobre el ecuador, y orbitando en el mismo sentido que la rotación de la Tierra.
Desde tierra, un objeto geoestacionario parece inmóvil en el cielo y, por tanto, es la órbita de mayor interés para los operadores de satélites artificiales de comunicación y de televisión. Esto es porque su periodo orbital es igual al periodo de rotación sidéreo de la Tierra, 23 horas, 56 minutos y 4,09 segundos. Debido a que su latitud siempre es igual a 0°, las localizaciones de los satélites solo varían en su longitud.
La idea de un satélite geosíncrono para comunicaciones se publicó por primera vez en 1928 por Herman Potočnik. La idea de órbita geoestacionaria se popularizó por el escritor de ciencia ficción Arthur C. Clarke en 1945 como una órbita útil para satélites de comunicaciones. En consecuencia, algunas veces se refiere a esta órbita como órbita de Clarke. De igual manera, el cinturón de Clarke es la zona del espacio, aproximadamente a 35 786 km sobre nivel del mar, en el plano del ecuador donde se puede conseguir órbitas geoestacionarias.
Las órbitas geoestacionarias son útiles debido a que un satélite parece estático respecto a un punto fijo de la Tierra en rotación. El satélite orbita en la dirección de la rotación de la Tierra, a una altitud de 35 786 km. Esta altitud es significativa ya que produce un período orbital igual al período de rotación de la Tierra, conocido como día sideral. Como resultado, se puede apuntar una antena a una dirección fija y mantener un enlace permanente con el satélite. Se utiliza una órbita de transferencia geoestacionaria para trasladar un satélite desde órbita terrestre baja hasta una órbita geoestacionaria.

## Historia

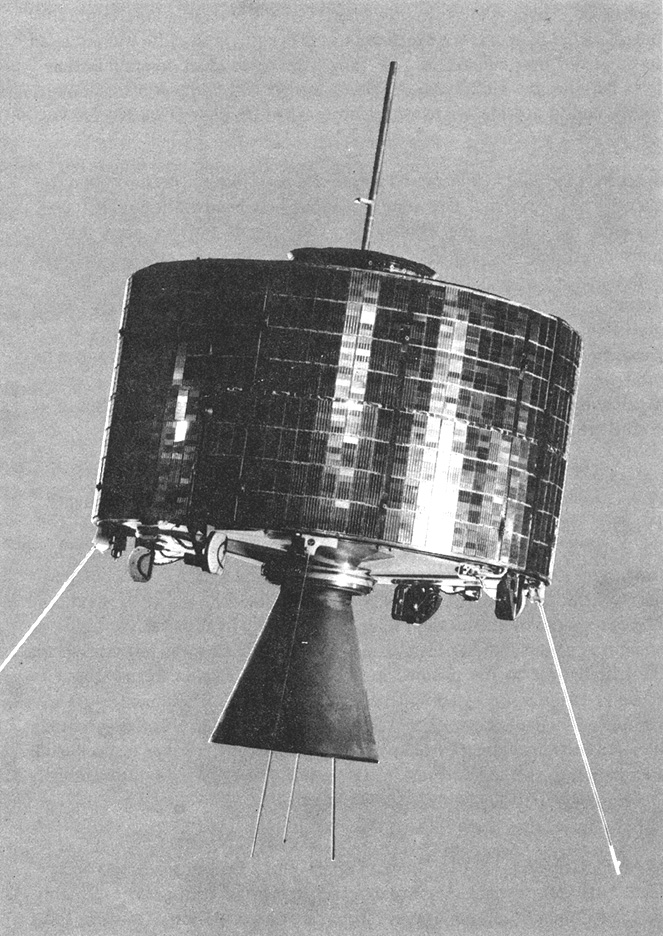
Syncom 2, el primer satélite geosíncrono

En 1929, Herman Potočnik describió tanto las órbitas geosíncronas en general como el caso especial de la órbita terrestre geoestacionaria en particular como órbitas útiles para estaciones espaciales. La primera aparición de una órbita geoestacionaria en la literatura popular fue en octubre de 1942, en el primer relato Venus Equilateral de George O. Smith, pero Smith no entró en detalles. El autor británico de ciencia ficción Arthur C. Clarke popularizó y amplió el concepto en un artículo de 1945 titulado Extra-Terrestrial Relays - Can Rocket Stations Give Worldwide Radio Coverage? publicado en la revista Wireless World. Clarke reconoció la conexión en su introducción a The Complete Venus Equilateral. La órbita, que Clarke describió por primera vez como útil para los satélites de comunicaciones de radiodifusión y retransmisión, a veces se denomina Órbita Clarke. Así mismo, el conjunto de satélites artificiales en esta órbita se conoce como Cinturón Clarke.
En la terminología técnica, la órbita se denomina ecuatorial geoestacionaria o geosincrónica, términos que se utilizan indistintamente[7].
El primer satélite geoestacionario fue diseñado por Harold Rosen mientras trabajaba en Hughes Aircraft en 1959. Inspirado por el Sputnik 1, quería utilizar un satélite geoestacionario para globalizar las comunicaciones. Por aquel entonces, las telecomunicaciones entre Estados Unidos y Europa sólo eran posibles entre 136 personas a la vez, y dependían de radios de alta frecuencia y de un cable submarino.
En aquella época se pensaba que colocar un satélite en órbita geoestacionaria requeriría demasiada potencia de cohete y que no sobreviviría lo suficiente como para justificar el gasto, por lo que los primeros esfuerzos se dirigieron hacia constelaciones de satélites en órbita terrestre baja o media. Los primeros fueron los satélites globo pasivos Echo en 1960, seguidos del Telstar 1 en 1962. Aunque estos proyectos tenían dificultades con la intensidad de la señal y el seguimiento, que podrían resolverse mediante satélites geoestacionarios, el concepto se consideraba poco práctico, por lo que Hughes a menudo retenía los fondos y el apoyo.
En 1961, Rosen y su equipo habían fabricado un prototipo cilíndrico con un diámetro de 76 centímetros (30 pulgadas), una altura de 38 centímetros (15 pulgadas) y un peso de 11,3 kilogramos (25 libras), lo suficientemente ligero y pequeño para ser puesto en órbita. Se estabilizaba el giro con una antena dipolo que producía una onda en forma de tortita.. En agosto de 1961, les contrataron para empezar a construir el satélite real. Perdieron el Syncom 1 por un fallo electrónico, pero el Syncom 2 se colocó con éxito en una órbita geosíncrona en 1963. Aunque su órbita inclinada requería antenas móviles, fue capaz de retransmitir las emisiones de televisión y permitió al presidente de EE. UU. John F. Kennedy telefonear al primer ministro nigeriano Abubakar Tafawa Balewa desde un barco el 23 de agosto de 1963.
El primer satélite colocado en órbita geoestacionaria fue el Syncom 3, lanzado con un cohete Delta D en 1964. Gracias a su mayor ancho de banda, este satélite pudo transmitir en directo desde Japón a Estados Unidos la cobertura de los Juegos Olímpicos de Verano. Desde entonces, las órbitas geoestacionarias han sido de uso común, en particular para la televisión por satélite.
En la actualidad hay cientos de satélites geoestacionarios que proporcionan servicios de teledetección y comunicaciones.
Aunque la mayoría de las zonas terrestres del planeta cuentan con instalaciones de comunicaciones terrestres (microondas, fibra óptica), el 96 % de la población tiene acceso al teléfono y el 90 % a Internet, algunas zonas rurales y remotas de los países desarrollados siguen dependiendo de las comunicaciones por satélite

## Usos
Las órbitas geoestacionarias solo se pueden conseguir muy cerca de un anillo de 35 786 km sobre el ecuador. En la práctica, esto significa que todos los satélites geoestacionarios deben estar en este anillo, lo que puede suponer problemas para satélites que han sido retirados al final de su vida útil. Tales satélites continuarán utilizando una órbita inclinada o se moverán a una órbita cementerio.

### Meteorología
Existe una red mundial de satélites meteorológicos geoestacionarios que proporcionan imágenes del espectro visible e infrarrojo de la superficie y atmósfera de la Tierra. Entre estos satélites se incluyen::
- Geostationary Operational Environmental Satellite, de Estados Unidos.[20]
- Meteosat, lanzados por la Agencia Espacial Europea y utilizados por la EUMETSAT.[21]
- GMS, de Japón.[22]
- INSAT, de la India.[23]
- La serie de satélites Fenguyn china[24]
- ARSAT-2, de Argentina.

La mayor parte de los satélites de comunicaciones y satélites de televisión operan desde órbitas geoestacionarias; los satélites de televisión rusos suelen utilizar órbitas de Molniya debido a las latitudes altas de su audiencia. El primer satélite situado en una órbita geoestacionaria fue el Syncom-3, lanzado por un cohete Delta-D en 1964. (Véase sección Historia)

### Navegación

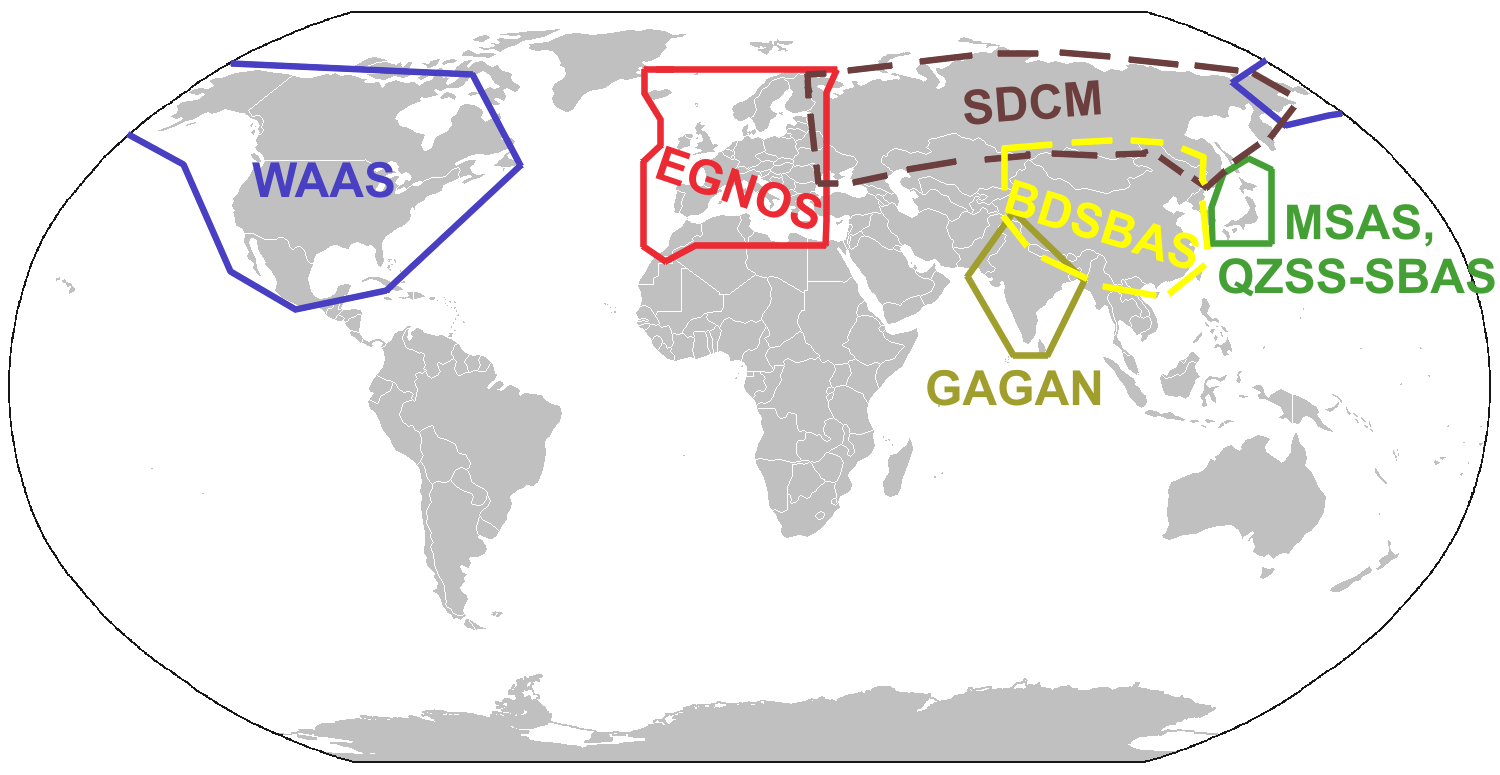
Áreas de servicio de los sistemas de aumento basados en satélites (SBAS).

Los satélites geoestacionarios pueden utilizarse para aumentar los sistemas GNSS transmitiendo correcciones de errores de reloj, efemérides e ionosféricos (calculados a partir de estaciones terrestres de posición conocida) y proporcionando una señal de referencia adicional,. lo que mejora la precisión de la posición de aproximadamente 5 m a 1 m o menos.
Los sistemas de navegación actuales y pasados que utilizan satélites geoestacionarios incluyen:
- El Sistema de Aumentación de Área Amplia (Wide Area Augmentation System, WAAS), operado por la Administración Federal de Aviación de Estados Unidos (FAA);
- El Servicio Europeo de Navegación por Complemento Geoestacionario (European Geostationary Navigation Overlay Service, EGNOS), operado por la ESSP (European Satellite Services Provider) (en nombre de la European GNSS Agency de la UE);
- El Sistema de Aumentación por Satélite Multifuncional (MSAS), operado por la Oficina de Aviación Civil de Japón (JCAB) del Ministerio de Tierra, Infraestructura y Transporte de Japón;
- El sistema GPS Aided Geo Augmented Navigation (GAGAN), operado por la India.[28][29]
- El sistema comercial de navegación StarFire, operado por John Deere y C-Nav Positioning Solutions (Oceaneering);
- El sistema comercial Starfix DGPS y el sistema OmniSTAR, operados por Fugro.[30]

## Limitaciones prácticas
Aunque una órbita geoestacionaria debería mantener a un satélite en una posición fija sobre el ecuador, las perturbaciones orbitales causan deriva lenta pero constante alejándolo de su localización geoestacionaria. Los satélites corrigen estos efectos mediante maniobras de estacionamiento (orbital station-keeping). La vida útil de los satélites depende de la cantidad de combustible que tienen y gastan en estas maniobras. Por ejemplo, el hecho de que el ecuador de la tierra no sea perfectamente circular sino ligeramente elíptico causa una pérdida en la longitud de la órbita de los satélites que se corrige aumentando su velocidad en hasta 2 m/s por año (Soop 1983); esta cantidad se puede convertir en una cantidad de propelente usando la ecuación de Tsiolkovski.

## Satélites retirados
Los satélites geoestacionarios requieren un cierto mantenimiento de la estación para mantener su posición, y una vez que se les acaba el combustible de los propulsores suelen ser retirados. Los transpondedores y otros sistemas de a bordo suelen sobrevivir al combustible de los propulsores y, si se permite que el satélite se desplace de forma natural a una órbita geosíncrona inclinada, algunos satélites pueden seguir en uso,  o ser elevados a una órbita cementerio. Este proceso está cada vez más regulado y los satélites deben tener un 90% de posibilidades de superar los 200 km por encima del cinturón geoestacionario al final de su vida.